# ギャレット・モーガン
ギャレット・モーガン（英語: Garrett Augustus Morgan、1877年3月4日〜1963年7月27日）は、アメリカ合衆国の発明家。スモークフードと呼ばれるガスマスクの初期の形状のものを発明し、また現在標準的となっている「警告」のランプを含む3つのランプが付いた信号灯を初めて提案した人物である。

## 幼少期
モーガンは1877年にケンタッキー州パリスの郊外にあるアフリカ系アメリカ人コミュニティのクレイスビルで、元奴隷でアメリカ連合国陸軍大佐であったジョン・ハント・モーガンの息子であったシドニー・モーガンと、同じく元奴隷でインディアンとのハーフであったエリザベス・リードの下に生まれた。彼の兄弟には、1916年のエリー湖トンネルでの救助を手伝ったフランク・モーガンがいた。

## キャリア
モーガンは10代の時期のほとんどを、シンシナティの地主のためのハンディーマンとして働くことに費やした。モルガンは、世紀の変わり目の時代に成長した当時の多くのアメリカの子供たちと同様に、モーガンはフルタイムで働くためには若い時期に学校を辞める必要があった。モーガンは家庭教師を雇い、シンシナティで働いている間に勉強を続けるほどの特権を得た。1895年にモーガンはオハイオ州のクリーブランドに移り、衣料品メーカーのミシンの修理を始めるようになった。この経験は、ミシンの動作に関するモーガンの興味の原動力となった。この期間中に彼は、最初の発明となったミシンのベルト留め具を開発した。彼が最初に特許を取得する1912年までの間、彼はクリーブランド内で徐々に修理能力を評判を高めていた。
1907年、モーガンは10年近くのミシンの修理工としての経験を経て、ついには自らのミシンと靴の修理工場を開業した。モーガンは自らの資産についてより強く意識するようになり、1908年にはクリーブランド黒人協会の設立を支援した。1909年にはモーガンと妻のマリー・アンは、"Morgan's Cut Rate Ladies Clothing Store"という店を開設してビジネスベンチャーを拡大した。当初は32名の社員がおり、コート、スーツ、ドレス等の衣服を作っていた。しかしモーガンは1910年ごろになると、他人の発明を修復することへの関心が低下し、モーガンは彼自らが発明を行うことに関心を示すようになった。
1916年には、モーガンはエリー湖の15メートル地下にある水路のトンネル内に閉じ込められた労働者を救出したことで、一躍オハイオ州の新聞に取り上げられるようになった。彼は煙から目を守るために製作した特殊なフードを使って救助活動を行い、空気管を経由して地下へと清浄な空気を引き込むことに成功した。この際に使用されたのが1914年にモーガンが発明し同年に特許を取得した煙フードであり、これが翌年以降第一次世界大戦で投入されだしたガスマスクの原型となったとされている。（ただし、ガスマスクや防塵フードの原型となるようなものは1799年から世界各地に点在しており、直接的にモーガンの特許がどの程度の影響を与えたかは不透明である）
モーガンは晩年には緑内障を発症し1943年には視力を失い、健康状態も良くはなかったがそれでも発明家としての研究を続けた。1963年8月27日に87歳で死去し、遺体はクリーブランドのレイクビュー墓地に埋葬された。